# And No Matches
And No Matches è un singolo del gruppo tedesco di techno Scooter. È stato pubblicato come secondo singolo dell'album del 2007 Jumping All Over the World.

## Video musicale
Il video musicale di "And No Matches" mostra i Sheffield Jumpers eseguire il Jumpstyle durante il ritornello, mentre le parti liriche del video comprendono riprese di H.P. Baxxter.

## Campionamenti
- And No Matches campiona la canzone del 1998 Big Big World di Emilia, tratta dall'album omonimo del 1999.
- La canzone insieme a Enola Gay dallo stesso album campiona parte del ritmo della batteria della versione originale di Orchestral Manoeuvres in the Dark di Enola Gay.

## Tracce
CD maxi
1. And No Matches (Radio Version) – 3:32
2. And No Matches ('Fresh Off The Plane' Club Mix) – 6:33
3. And No Matches (Extended Version) – 5:35
4. Up in Smoke – 5:07
5. And No Matches (The Video) – 3:32

12"
1. And No Matches (Extended Version) – 5:35
2. And No Matches ('Fresh Off the Plane' Club Mix) – 6:33

Download
1. And No Matches (Radio Version) – 3:32
2. And No Matches ('Fresh Off the Plane' Club Mix) – 6:33
3. And No Matches (Extended Version) – 5:35
4. Up in Smoke – 5:07